# Holleben (Adelsgeschlecht)

Wappen derer von Holleben

Holleben ist der Name eines alten sächsisch-thüringischen Adelsgeschlechts. Der namensgebende Stammsitz Holleben ist heute ein Ortsteil der Gemeinde Teutschenthal im Saalekreis. Der Familienname wechselte zwischen Hunleute, Hunleve, Honleve, Hulleve, Hulleiben, Hulleben und Holleben.

## Geschichte

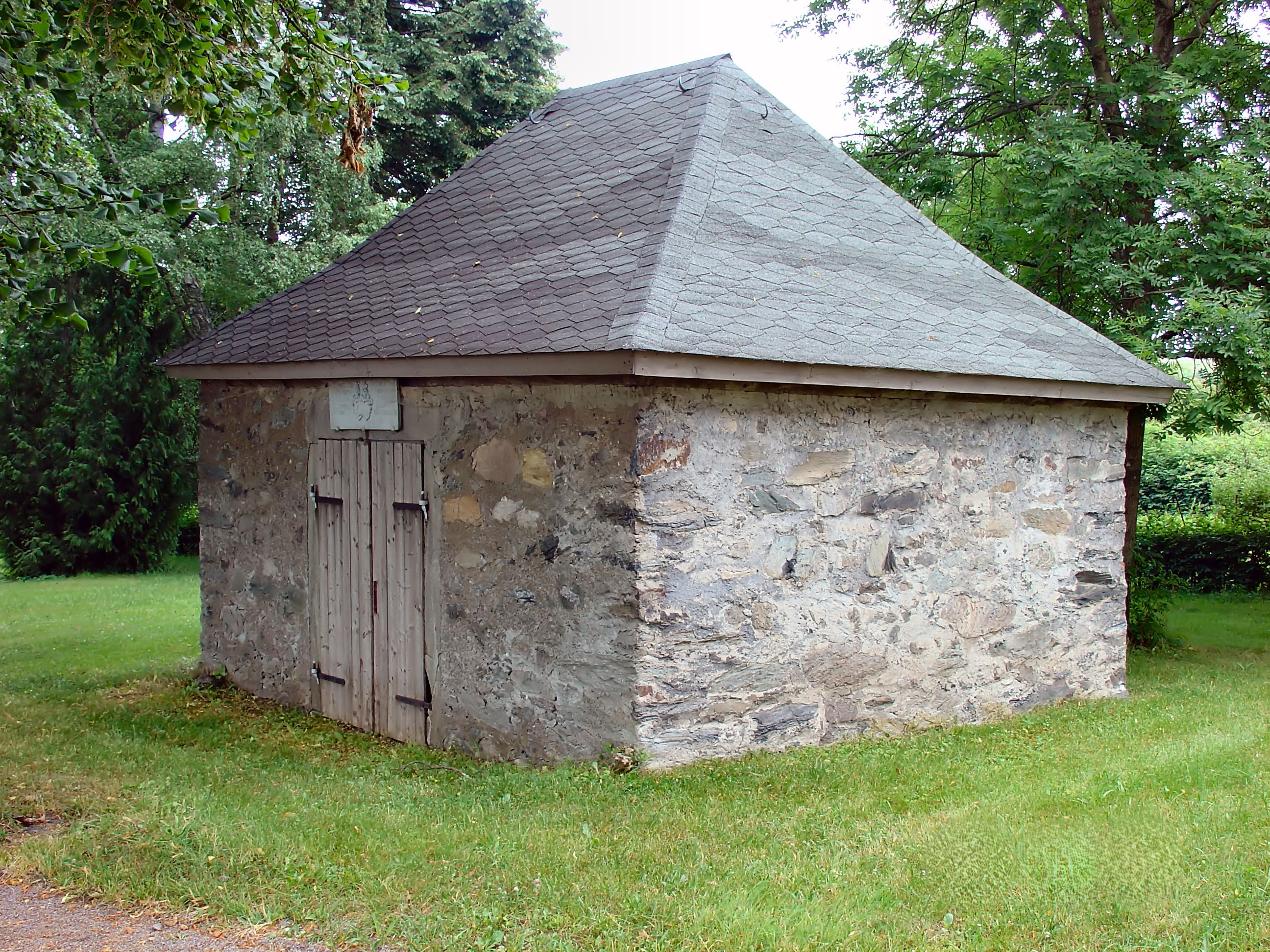
Familiengruft der zweiten Linie auf dem alten Friedhof in Böhlen

Das Geschlecht erscheint erstmals urkundlich 1185 mit Theodoricus de Hunleue.
Als weitere urkundlich gesicherte Angehörige der Familie erscheinen 1240 Heinrich von Hunleve und 1244 Wittekind von Holleuben der Jüngere. Heinrich von Hunleve erscheint 1255 urkundlich als Ministerialer der Markgrafen von Meißen zu Schafstedt. Die ununterbrochene Stammreihe beginnt erst mit Magnus von Holleben in der Mitte des 15. Jahrhunderts.
Er siedelte sich 1447 nach dem Verkauf seiner Wettiner Lehen in der Grafschaft Schwarzburg an. Dort erwarb Magnus das Rittergut Wildenspring, wo sich sein Geschlecht sehr lange halten konnte. Von den Söhnen seines Nachkommen in der 7. Generation Ernst Ludwig von Holleben zu Wildenspring († 1737) sind drei große Linien ausgegangen. Die Linie des ältesten, des Bayreuther Oberst Ludwig Johann Ernst von Holleben wurde später auch in Ostpreußen mit Rathswalde im Landkreis Labiau (heute russ. Polessk) begütert. Die zweite Linie, begründet von dem schwarzburgischen Oberjägermeister Anton von Holleben auf Wildenspring, war im Besitz des Kondominats Wildenspring und anderer Güter und führte zum Teil auch den Namen von Holleben genannt von Normann. Der schwarzburgische Minister Johann Wilhelm Ludwig von Holleben auf Burglemnitz begründete den dritten Zweig. Vor allem aus den beiden letzten Linien ist eine Anzahl bedeutender Staatsbeamter und Generäle hervorgegangen.

## Wappen
Das Wappen zeigt in Blau eine schräglinks gestürzte goldene Laute, begleitet von fünf (oben 3, unten 2) goldenen Kleeblättern. Auf dem Helm mit blau-goldenen Decken steht ein blau gekleideter Frauenrumpf mit weißem Schleier, dessen Haupt mit acht abwechselnd blauen und goldenen Straußenfedern besteckt ist.

## Bekannte Familienmitglieder

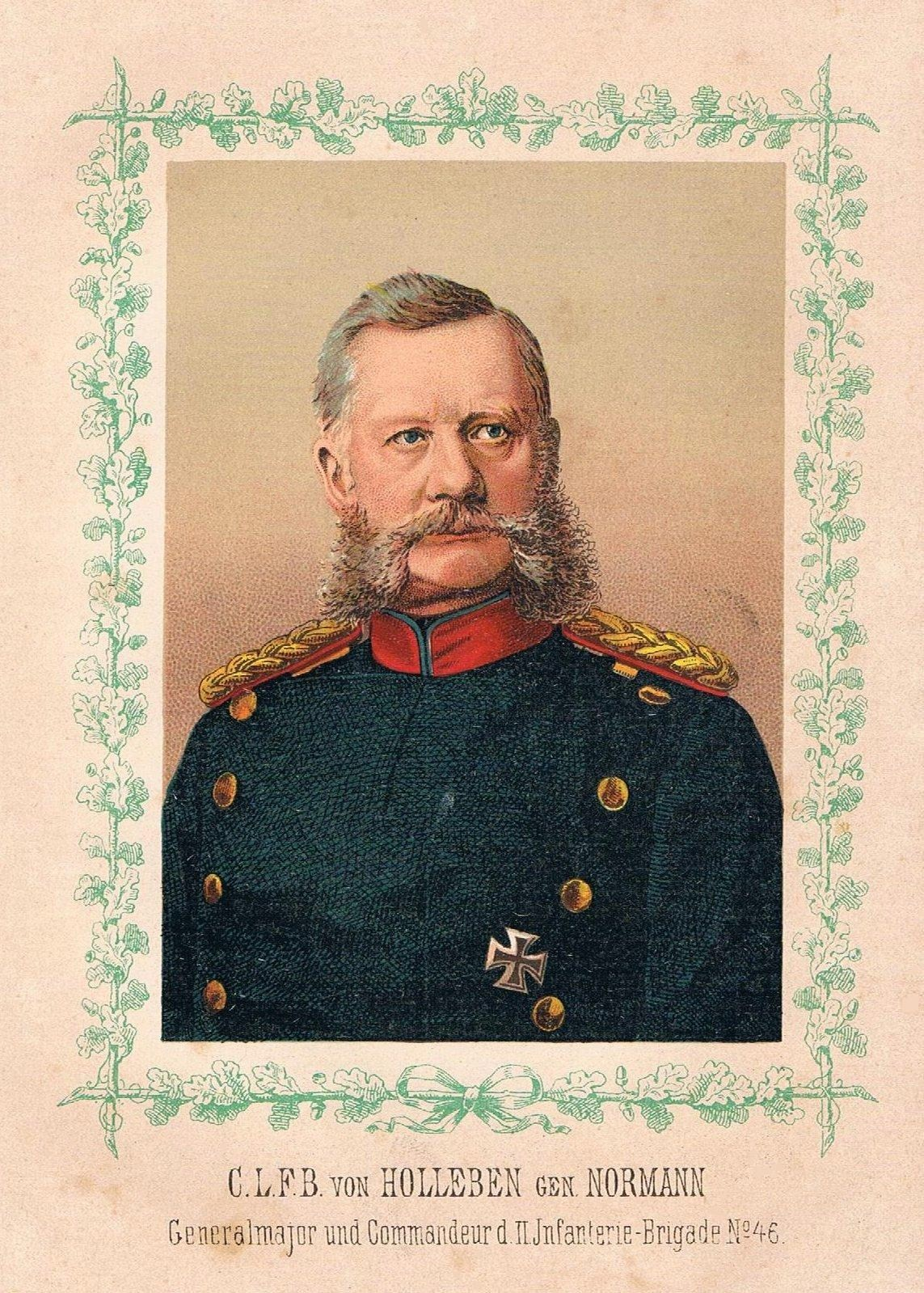
General Bernhard von Holleben genannt von Normann

- Viktor von Holleben (1737–1808), preußischer Generalmajor
- Heinrich von Holleben (1784–1864), preußischer General und Militärschriftsteller
- Hermann von Holleben (1804–1878), preußischer General der Infanterie, Militärwissenschaftler
- Ernst von Holleben (General, 1789) (1789–1863), preußischer Generalleutnant
- Ernst von Holleben (Jurist) (1815–1908), deutscher Jurist
- Ernst von Holleben (General, 1844) (1844–1923), preußischer Generalmajor
- Bernhard von Holleben genannt von Normann (1824–1897), sächsischer General der Infanterie
- Albert von Holleben (1825–1902), Geheimer Staatsrat, Kammerherr und Vorstand der Finanzabteilung des Fürstlich Schwarzburgischen Ministeriums
- Wilhelm von Holleben (1828–1888), preußischer Generalmajor
- Ludwig Heinrich von Holleben (1832–1894), Eisenbahningenieur in Südbrasilien
- Albert von Holleben (1835–1906), preußischer General der Infanterie und Militärschriftsteller
- Theodor von Holleben (1838–1913), deutscher Botschafter und Diplomat
- Wilhelm von Holleben (1840–1912), preußischer Generalleutnant
- Anton von Holleben genannt von Normann (1854–1926), sächsischer Generalleutnant
- Franz von Holleben (1863–1938), kaiserlicher Vizeadmiral
- Ludwig Karl von Holleben Fürstlich Schwarzburg-Rudolstädtischer Landrat und Kammerherr
- Thekla-Helene von Holleben (1876–1959), Äbtissin des Stiftes Wallenstein in Fulda
- Heinz von Holleben (1901–1997), deutscher Oberst der Luftwaffe
- Ehrenfried von Holleben (1909–1988), Staatsanwalt am Landgericht Potsdam, Botschafter und Diplomat (u. a. in Brasilien und Portugal)
- Jan von Holleben (* 1977), deutscher Fotograf